# Rejon kurczatowski (obwód kurski)
Rejon kurczatowski (ros. Курчатовский район) – jednostka administracyjna wchodząca w skład obwodu kurskiego w Rosji.
Centrum administracyjnym rejonu jest miasto Kurczatow.

## Geografia
Powierzchnia rejonu wynosi 621,48 km².
Graniczy z innymi rejonami obwodu kurskiego: lgowskim, konyszowskim, fatieżskim, oktiabrskim, bolszesołdatskim.
Główną rzeką rejonu jest Sejm i jego dopływy: Łomnia, Pienka, Rieut i Dicznia.

## Historia
Rejon powstał w roku 1928 jako rejon iwaniński. Rejon iwaniński został zlikwidowany w 1963, a w 1977 z części wschodniej rejonu lgowskiego wydzielono obecny rejon kurczatowski.

## Demografia
W 2018 rejon zamieszkiwało 18 544 mieszkańców, z czego 10 478 na terenach miejskich.

## Miejscowości
W skład rejonu wchodzi: 2 osiedla miejskie (osiedla typu miejskiego: Imieni Karła Libkniechta i Iwanino), 6 osiedli wiejskich (sielsowietów) i 52 wiejskie miejscowości.
| Sielsowiet    | Centrum administracyjne | Pozostałe miejscowości |
| ------------- | ----------------------- | --- |
| Diczniański   | Dicznia                 | Łukaszewka, Uspienka |
| Drużnieński   | Drużnaja                | Komiakino, Lubickoje |
| Kołpakowski   | Nowosiergiejewka        | Annino-Gusinowka, Borodino, Kołpakowo, Nikolskij, Pawłowka, Riazanowo, Sołdatskoje, Sopiełowka |
| Kostielcewski | Kostielcewo             | Afanasjewka, Bieriezuckoje, Bołwanowo, Wierchnieje Soskowo, Darnica, Durniewo, Żmakino, Żurawinka, Zagriadskoje, Zaprutje, Kosoj Chutor, Marmyży, Muchino, Niżnieje Soskowo, Nikołajewka, Płaksino, Razdolje, Rogowo, Rusanowo, Sogłajewo, Troickoje, Faustowo, Czornyj Kołodieź, Czeczewiznia, Szyrkowo |
| Makarowski    | Makarowka               | Aleksandrowskij, Gupowo, Droniajewo, Droniajewskij, Zołotuchino, Kabanowka, Kożla, Krasnyj Chutor, Mosołowo |
| Czapliński    | Czapli                  | Błagodatnoje, Byki |